# Adriana Valdés
Pour les articles homonymes, voir Valdés.
Adriana Valdés Budge (née le 3 octobre 1943 à Santiago au Chili) est une écrivaine essayiste chilienne. 

## Biographie
Valdés étudie à l'Université catholique du Chili puis y enseigne la littérature de 1965 à 1975 et, après 25 ans de travail aux Nations unies, elle reprend l'enseignement postuniversitaire des arts à l'Université du Chili pendant quelques années après 2002. 
Elle écrit sur les arts visuels et la littérature. Deux recueils de ses essais ont été publiés sous forme de livre, en 1996 et 2006. Avec Pedro Lastra, elle co-édite le livre posthume d'Enrique Lihn, "Diario de muerte" en 1989. Elle est nommée membre de l'Académie chilienne de la langue en 1993. En 2010, elle est la première femme à occuper le poste de directrice adjointe de l'Académie. Elle est réélue à ce poste en 2013. 
Elle reçoit le prix Altazor 2010 dans la catégorie essai littéraire pour son livre Enrique Lihn: vistas parciales et, en 2013, elle est présélectionnée pour le même prix pour son livre sur "De ángeles y ninfas", sur Aby Warburg et Walter Benjamin. Avec Alfredo Jaar, elle publie Studies on Happiness, Barcelone, 1999. Elle édite un livre sur le peintre Roser Bru (1996) et deux livres, sur l'artiste Alfredo Jaar, Jaar/SCL/2006 et sur Venise, Venezia (2013),,, sur le site du prix Altazor. 
En 2018, elle reçoit le Santiago Municipal Literature Award dans la catégorie Essai pour Redefinir lo humano: las humanidades en el siglo XXI.